# Грачёв Куст
Грачёв Куст — село в Перелюбском районе Саратовской области. Административный центр Грачёво-Кустовского сельского поселения.
Село расположено на западе района на реке Сестра в месте впадения в неё притока Сухой Камелик, в 42 км к северо-западу от села Перелюб и в 10 км к западу от ближайшей ж.-д. станции (в посёлке Новый Перелюб).

## История
Село основано в 1823 году. Упоминается в Списке населённых мест Российской империи по сведениям за 1859 год. Село относилось к Николаевскому уезду Самарской губернии. В селе проживали 616 мужчин и 622 женщины. В Списке населённых мест Самарской губернии по сведениям за 1889 год значится как волостное село Грачёво-Кустской волости. В селе проживало 912 жителей, за селом числилось 4002 десятины удобной и 1008 десятин неудобной земли, имелись церковь, волостное правление, 6 ветряных мельниц, проводились 3 ярмарки. Согласно переписи 1897 года в селе проживало 1126 человек, все православные
Согласно Списку населённых мест Самарской губернии 1910 года село населяли бывшие государственные крестьяне, русские, православные, всего 1272 жителя, в селе имелись 2 церкви, 2 школы, волостное правление, урядник и фельдшер, проводились 3 ярмарки.

## Население
Динамика численности населения по годам:
| Годы      | 1859 | 1889 | 1897 | 1910 | 2002 |
| --------- | ---- | ---- | ---- | ---- | ---- |
| Население | 1238 | 912  | 1126 | 1272 | 868  |

| 2002 | 2010 |
| ---- | ---- |
| 868  | ↘784 |

Национальный состав
Согласно результатам переписи 2002 года русские составляли 76 % населения села.